# WTA-toernooi van Orlando
Het WTA-toernooi van Orlando was een tennistoernooi voor vrouwen dat van 1974 tot en met 1985 plaatsvond in de Amerikaanse stad Orlando. In 1981 was Haines City, op 60 km van Orlando, de plaats van handeling. De officiële naam van het toernooi was vanaf 1980 overwegend Tournament of Champions.
De WTA organiseerde het toernooi, dat werd gespeeld op gravelbanen.
Er werd door 32 deelneemsters per jaar gestreden om de titel in het enkelspel, en door 4 of 8 paren om de dubbelspeltitel. Er was geen kwalificatietoernooi aan verbonden. Uitsluitend speelsters die in het voorafgaande jaar titels van US$ 20.000 of meer hadden gewonnen, mochten deelnemen.

## Officiële namen
| 1974–1975 | Barnett Bank (Tennis) Classic                       |
| 1978      | Avon Futures                                        |
| 1980      | United Airlines Tournament of Champions             |
| 1981      | United Airlines Sunbird Cup Tournament of Champions |
| 1982      | Toyota Series Category 7                            |
| 1983      | United Airlines Tournament of Champions             |
| 1984      | Tournament of Champions                             |
| 1985      | Chrysler Tournament of Champions                    |

## Meervoudig winnaressen enkelspel
| speelster             | aantal titels | in de jaren     |
| --------------------- | ------------- | --------------- |
| / Martina Navrátilová | 7             | 1974, 1980–1985 |

## Enkel- en dubbelspeltitel in één jaar
| speelster             | in de jaren |
| --------------------- | ----------- |
| / Martina Navrátilová | 1981, 1985  |

## Finales

### Enkelspel
| Datum      | Naam                    | ($)           | Ondergrond     | Winnares            | Verliezend finaliste | Uitslag       |
| ---------- | ----------------------- | ------------- | -------------- | ------------------- | -------------------- | ------------- |
| 1974-09-16 | Barnett Bank Classic    | 50.000        | gravel, buiten | Martina Navrátilová | Julie Heldman        | 7-6, 6-4      |
| 1975-10-13 | Barnett Bank Classic    | 50.000        | gravel, buiten | Chris Evert         | Martina Navrátilová  | walk-over     |
| 1976–1977  | geen toernooi           | geen toernooi | geen toernooi  | geen toernooi       | geen toernooi        | geen toernooi |
| 1978-03-13 | Avon Futures            | 20.000        |                | Mary Struthers      | Valerie Ziegenfuss   | 6-4, 7-5      |
| 1979       | geen toernooi           | geen toernooi | geen toernooi  | geen toernooi       | geen toernooi        | geen toernooi |
| 1980-04-28 | Tournament of Champions | 200.000       | gravel, buiten | Martina Navrátilová | Tracy Austin         | 6-2, 6-4      |
| 1981-04-27 | Tournament of Champions | 200.000       | gravel, buiten | Martina Navrátilová | Andrea Jaeger        | 6-3, 7-5      |
| 1982-04-26 | Tournament of Champions | 200.000       | gravel, buiten | Martina Navrátilová | Wendy Turnbull       | 6-2, 7-5      |
| 1983-04-18 | Tournament of Champions | 200.000       | gravel, buiten | Martina Navrátilová | Andrea Jaeger        | 6-1, 7-5      |
| 1984-04-23 | Tournament of Champions | 200.000       | gravel, buiten | Martina Navrátilová | Laura Arraya         | 6-0, 6-1      |
| 1985-04-22 | Tournament of Champions | 200.000       | gravel, buiten | Martina Navrátilová | Katerina Maleeva     | 6-1, 6-0      |

### Dubbelspel
| Datum      | Naam                    | ($)           | Ondergrond     | Winnaressen                          | Verliezend finalistes           | Uitslag       |
| ---------- | ----------------------- | ------------- | -------------- | ------------------------------------ | ------------------------------- | ------------- |
| 1974-09-16 | Barnett Bank Classic    | 50.000        | gravel, buiten | Françoise Dürr Betty Stöve           | Rosie Casals Billie Jean King   | 6-3, 6-7, 6-4 |
| 1975-10-13 | Barnett Bank Classic    | 50.000        | gravel, buiten | Rosie Casals Wendy Overton           | Chris Evert Martina Navrátilová | walk-over     |
| 1976–1977  | geen toernooi           | geen toernooi | geen toernooi  | geen toernooi                        | geen toernooi                   | geen toernooi |
| 1978-03-13 | Avon Futures            | 20.000        |                | Bunny Bruning Rayni Fox              | Valerie Ziegenfuss Helen Cawley | 6-4, 1-6, 6-1 |
| 1979–1980  | geen toernooi           | geen toernooi | geen toernooi  | geen toernooi                        | geen toernooi                   | geen toernooi |
| 1981-04-27 | Tournament of Champions | 200.000       | gravel, buiten | Martina Navrátilová Pam Shriver      | Rosie Casals Wendy Turnbull     | 6-1, 7-6      |
| 1982-04-26 | Tournament of Champions | 200.000       | gravel, buiten | Rosie Casals Wendy Turnbull          | Kathy Jordan Anne Smith         | 6-3, 6-3      |
| 1983-04-18 | Tournament of Champions | 200.000       | gravel, buiten | Billie Jean King Anne Smith          | Martina Navrátilová Pam Shriver | 6-3, 1-6, 7-6 |
| 1984-04-23 | Tournament of Champions | 200.000       | gravel, buiten | Claudia Kohde-Kilsch Hana Mandlíková | Anne Hobbs Wendy Turnbull       | 6-0, 1-6, 6-3 |
| 1985-04-22 | Tournament of Champions | 200.000       | gravel, buiten | Martina Navrátilová Pam Shriver      | Elise Burgin Kathleen Horvath   | 6-3, 6-1      |